# Saint-Georges-sur-Meuse
Saint-Georges-sur-Meuse là một đô thị của Bỉ. Đô thị này nằm trong vùng Wallonie và tỉnh Liege. Tại thời điểm ngày 1 tháng 1 năm 2006, Saint-Georges-sur-Meuse có tổng dân số 6.613 người. Tổng diện tích là 20,90 km² với mật độ dân số 316 người trên mỗi km².